# Willy Vermeulen
Willy Vermeulen, né le 1er septembre 1919 à Muizen et mort le 20 décembre 1990 à Malines, est un joueur de football international belge actif principalement durant les années 1940 qui occupait le poste de milieu de terrain. Il est surtout connu pour sa période au FC Malines, avec lequel il remporte trois titres de champion de Belgique.

## Carrière
Willy Vermeulen fait ses débuts avec le FC Malines en 1941. L'organisation des compétitions est chaotique à cause de la Seconde Guerre mondiale mais le club parvient néanmoins à décrocher un premier titre de champion de Belgique en 1943. Après la fin du conflit, le joueur prend de plus en plus d'importance en milieu de terrain et décroche un deuxième titre national en 1946. Ses bonnes prestations lui valent d'être appelé pour la première fois en équipe nationale belge pour disputer un match amical en fin de saison contre les Pays-Bas. Deux ans plus tard, il remporte un troisième titre de champion.
En 1949, Willy Vermeulen quitte Malines et rejoint le Beerschot. Il y joue durant deux ans avant de mettre un terme à sa carrière de joueur.

## Statistiques
| Saison                | Club                  | Championnat           | Championnat | Championnat | Coupe(s) nationale(s) | Coupe(s) nationale(s) | Total | Total |
| Saison                | Club                  | Division              | M.          | B.          | M.                    | B.                    | M.    | B.    |
| 1941-1942             | FC Malines            | Division 1            | -           | -           | 0                     | 0                     | 0     | 0     |
| 1942-1943             | FC Malines            | Division 1            | -           | -           | 0                     | 0                     | 0     | 0     |
| 1943-1944             | FC Malines            | Division 1            | -           | -           | 0                     | 0                     | 0     | 0     |
| 1945-1946             | FC Malines            | Division 1            | -           | -           | 0                     | 0                     | 0     | 0     |
| 1946-1947             | FC Malines            | Division 1            | -           | -           | 0                     | 0                     | 0     | 0     |
| 1947-1948             | FC Malines            | Division 1            | -           | -           | 0                     | 0                     | 0     | 0     |
| 1948-1949             | FC Malines            | Division 1            | -           | -           | 0                     | 0                     | 0     | 0     |
| Sous-total            | Sous-total            | Sous-total            | -           | -           | -                     | -                     | 0     | 0     |
| 1949-1950             | K Beerschot VAC       | Division 1            | -           | -           | 0                     | 0                     | 0     | 0     |
| 1950-1951             | K Beerschot VAC       | Division 1            | -           | -           | 0                     | 0                     | 0     | 0     |
| Sous-total            | Sous-total            | Sous-total            | -           | -           | -                     | -                     | 0     | 0     |
| Total sur la carrière | Total sur la carrière | Total sur la carrière | 1           | -           | -                     | -                     | 1     | 0     |

## Palmarès
- 3 fois champion de Belgique en 1943, 1946 et 1948 avec le FC Malines.

## Carrière internationale
Willy Vermeulen compte deux convocations en équipe nationale belge, pour autant de matches joués. Il dispute son premier match avec les « Diables Rouges » le 30 mai 1946 lors d'un match amical contre les Pays-Bas. Il dispute un second match pratiquement un an plus tard, le 7 avril 1947, à nouveau contre les Pays-Bas.
Le tableau ci-dessous reprend toutes les sélections de Willy Vermeulen. Le score de la Belgique est toujours indiqué en gras.
| Date       | Compétition  | Adversaire | Lieu      | Score | Remarque |
| ---------- | ------------ | ---------- | --------- | ----- | -------- |
| 30/05/1946 | Match amical | Pays-Bas   | Anvers    | 2-2   |          |
| 07/04/1947 | Match amical | Pays-Bas   | Amsterdam | 2-1   |          |